# Amadoka

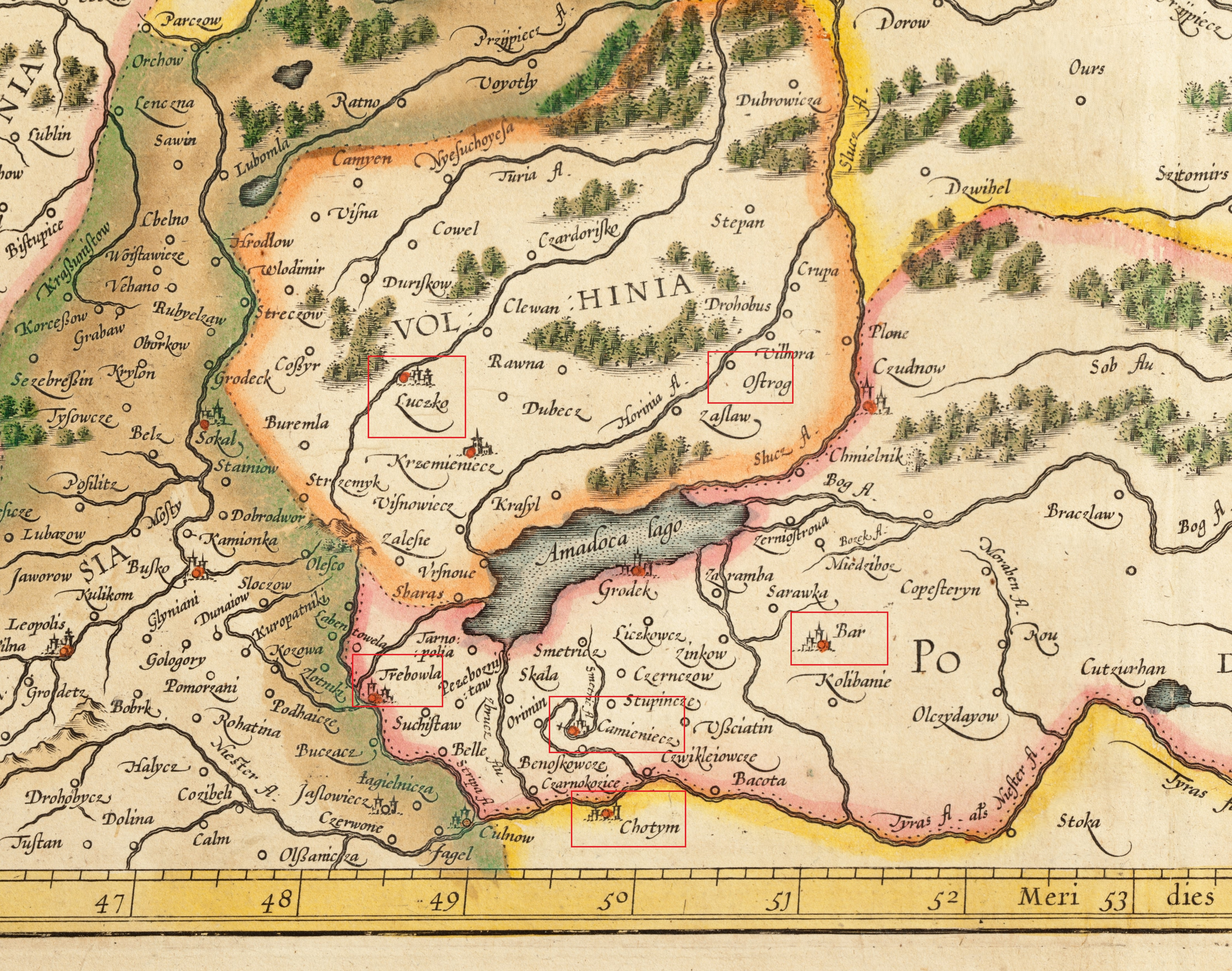
Der Amadoka-See im Mercator-Atlas von 1596/1609

Amadoka war in der Antike der Name mehrerer geographischer Orte in Sarmatien auf dem Gebiet der heutigen Ukraine. Genannt wurden: die Stadt Amadoka, der Amadoka-See oder Amadoka-Sumpf und das Amadoka-Gebirge. Die Zuordnung dieser Orte zu modernen geographischen Bezeichnungen war bisher nicht möglich. Die aktuelle Forschung geht davon aus, dass es sich um fiktive Orte handelt.

## Antike Lokalisierung
Der griechische Geograph Claudius Ptolemäus platziert in seinem um das Jahr 150 erstellten Atlas Geographike Hyphegesis die Stadt Amadoka, die Amadoka-Berge und den Amadoka-See im europäischen Teil von Sarmatien, konkret in Polesien im heutigen Grenzgebiet von Ukraine, Polen und Belarus.
Die Angaben des Ptolemäus zum Amadoka-See finden sich auch noch auf Landkarten der Neuzeit.

## Moderne Lokalisierungsversuche
Aufgrund der antiken Beschreibungen vermuten manche Experten, dass der Amadoka-See bzw. die Amadoka-Sümpfe Teil des Flusssystems des Prypjat, eines Nebenflusses des Dnjepr (antike Bezeichnung: Borysthenes) und seiner Sumpflandschaft sein könnten. Die Prypjatsümpfe sind mit etwa 90.000 km² Fläche das größte Sumpfgebiet Europas. Da es hierfür bisher keine wissenschaftlichen Belege gibt, wird der Amadoka-See in der Literatur als ein fiktiver Ort angesehen.